# Theodore R. Marmor
Theodore Richard Marmor (* 24. Februar 1939 in Brooklyn) ist ein US-amerikanischer Rechts- und Medizinsoziologe, Hochschullehrer an der Yale Law and Management School.

## Leben
Theodore R. Marmor, der selbst bevorzugt, formlos Ted Marmor genannt zu werden, studierte an der Harvard University. Er promovierte 1965 zum Ph.D. mit einer Dissertation zum Thema "The career of John C. Calhoun: politician, social critic, political philosopher".
Er arbeitet als Wissenschaftler und Sachbuchautor überwiegend zu Themen des US-Gesundheitssystems und der Gesundheitspolitik. Vor seiner Emeritierung war er Leiter des Zentrums zur Erforschung der öffentlichen Gesundheitsdienste der Yale University. Er war unter dem US-Präsidenten Jimmy Carter dessen Berater in gesundheitspolitischen Fragen und mehrfach Gutachter für den US-Kongress zu Reformvorhaben.
Theodore R. Marmor engagiert sich gegenwärtig nebenher als Berater für Non-Profit-Organisationen. 2009 wurde er zum korrespondierenden Mitglied der British Academy gewählt.

## Werke

### Monografien (Auswahl)
- Fads, fallacies and foolishness in medical care management and policy. World Scientific, New Jersey; London 2007 ISBN 978-981-256-678-2, ISBN 981-256-678-3
- The politics of medicare. de Gruyter, New York 2000. 2nd ed. 228 S. ISBN 0-202-30425-6
- America's misunderstood welfare state: persistent myths, enduring realities. Basic Books, New York 1992. 268 S. (mit Jerry L. Mashaw und Philip L. Harvey) ISBN 0-465-00123-8
- The career of John C. Calhoun: politician, social critic, political philosopher. Garland Pub, New York 1988. 267 S. ISBN 0-8240-5138-6
- Health care policy: a political economy approach. Sage Publ., Beverly Hills, Calif. 1982. 232 S. (mit Jon B. Christianson) ISBN 0-8039-1827-5

### Herausgeberschaft (Auswahl)
- Theodore R. Marmor, Philip R. De Jong. (Hrsg.): Ageing, social security and affordability. Ashgate, Aldershot 1998. 380 S. ISBN 1-84014-817-9 (Reihe: International studies on social security; Bd. 3)
- Theodore R. Marmor (Hrsg.): Poverty policy. Aldine, Chicago 1971. 241 S. ISBN 0-202-32004-9 (Reihe Social research and public policy)